# Koutalizaur
Koutalizaur (Koutalisaurus kohlerorum) – roślinożerny dinozaur z rodziny hadrozaurów (Hadrosauridae).
Żył w okresie późnej kredzie (ok. 71-65 mln lat temu) na terenach współczesnej Europy. Jego szczątki znaleziono w Hiszpanii (w prowincji Lleida).